# Joseph Santley

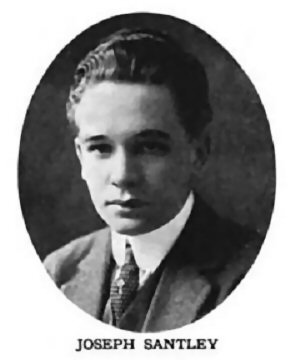
Joseph Santley

Joseph Santley (* 10. Januar 1889 in Salt Lake City, Utah, USA; † 8. August 1971 in West Los Angeles, Kalifornien, USA) war ein US-amerikanischer Regisseur, Drehbuchautor und Produzent. In den Jahren 1928 bis 1956 inszenierte er mehr als 90 Film- und Fernsehproduktionen. Der Schwerpunkt seiner Arbeit als Drehbuchautor liegt in den 1930er Jahren.

## Filmografie (Auswahl)
- 1929: The Cocoanuts
- 1933: Das Haus in der 56. Straße
- 1934: Million Dollar Baby
- 1940: Music in My Heart
- 1940: Behind the News
- 1941: Ice-Capades
- 1941: Sis Hopkins
- 1944: Brasilianische Serenade (Brazil)
- 1945: Earl Carroll Vanities
- 1945: Hitchhike to Happiness
- 1946: Der Schatten einer Frau